# كيفن لامي
كيفن لامي (بالإنجليزية: Kevin Lamey) هو لاعب كرة قدم جامايكي في مركز الهجوم، ولد في 8 أكتوبر 1975 في جامايكا. شارك مع منتخب جامايكا لكرة القدم. أما مع النوادي، فقد لعب مع مونتريال إمباكت ونادي ووتر هاوس.

## وصلات خارجية
- كيفن لامي على موقع الاتحاد الدولي (مؤرشف)  (الإنجليزية)
- كيفن لامي على موقع قاعدة بيانات كرة القدم.إي يو (الإنجليزية)
- كيفن لامي على موقع ناشيونال فوتبول تيمز (الإنجليزية)